# سعد جاسم
سعد جاسم مواليد 4 أغسطس 1959 - الوفاة 8 أبريل 2019 في العراق، هو لاعب كرة قدم عراقي سابق تنافس في دورة الألعاب الأولمبية الصيفية عام 1980م.

## روابط خارجية
- سعد جاسم على موقع أوليمبيديا (الإنجليزية)